# Tractat de París (1259)
El Tractat de París (també conegut com a Tractat d'Albeville) va ser un tractat de pau entre Lluís IX de França i Enric III d'Anglaterra, acordat el 4 de desembre de 1259 i acabant amb un segle de conflictes entre la Casa dels Capets i la dinastia Plantagenet.
Malgrat el Tractat de Lambeth de 1217, les hostilitats van continuar entre els reis successius de França i Anglaterra fins al 1259.
Segons el Tractat de París, Enric va reconèixer la pèrdua del Ducat de Normandia. No obstant això, Felip havia fracassat en els seus intents d'ocupar les illes Normandes del Canal.
Henry va acceptar renunciar al control del Maine, el Comtat d'Anjou i Poitou, que havien estat perduts sota el regnat del rei Joan d'Anglaterra, però va romandre Duc d'Aquitània i va poder mantenir les terres de Gascunya i parts d'Aquitània, però només com a vassall de Lluís.
A canvi, Louis va retirar el seu suport als rebels anglesos. També va cedir a Henry els bisbats i ciutats de Limoges, Cahors i Périgueux i va haver de pagar una renda anual per la possessió d'Agenais.
Els dubtes sobre la interpretació del Tractat van començar gairebé tan aviat com es va signar. L'acord va donar lloc al fet que els reis anglesos havien de retre homenatge als monarques francesos per territoris del continent. La situació no va ajudar a la relació amistosa entre els dos estats, ja que va fer que dos sobirans d'igual poder en els seus països de fet siguin desiguals. Segons el professor Malcolm Vale, el tractat de París va ser una de les causes indirectes de la Guerra dels Cent Anys.